# Pseudopontophilus
Pseudopontophilus is een geslacht van kreeftachtigen uit de klasse van de Malacostraca (hogere kreeftachtigen).

## Soort
- Pseudopontophilus serratus Komai, 2004